# Roine
El lago Roine es un lago de tamaño mediano en Finlandia. El lago está situado en la región de Pirkanmaa, principalmente en el municipio de Kangasala y con una parte menor en el municipio de Pälkäne.
El lago es parte de la cuenca del Kokemäenjoki y de una cadena de lagos que consiste en Längelmävesi, Vesijärvi, Roine, Pälkänevesi y Mallasvesi. Esta cadena de lagos drena en Vanajavesi en Valkeakoski y al sureste de otra cadena de lagos, que consiste en los lagos Lummene, Vehkajärvi, Vesijako, Kuohijärvi, Kukkia, Iso- Roine, Hauhonselkä y Ilmoilanselkä que se unen a estos. En Finlandia la antigua cadena de lagos se llama Längelmäveden reitti.
En la cultura finlandesa, los lagos Längelmävesi y Roine son bien conocidos, ya que se mencionan en el famoso poema In sommardag i Kangasala (en finés: Kesäpäivä Kangasalla) de Zacarías Topelius y por lo tanto se han convertido en parte de la imaginería nacional del paisaje finlandés.